# Lampung
Lampung è una provincia indonesiana situata nell'estremo sud dell'Isola di Sumatra. La città più popolata nonché capoluogo provinciale è Bandar Lampung.

## Geografia fisica

### Confini
Lampung è situato nell'estremo sud dell'isola di Sumatra, la più occidentale fra le grandi isole dell'arcipelago indonesiano. Questa provincia è importantissima per il commercio grazie alla sua posizione strategica, infatti è il punto più vicino dall'Isola di Giava. Dista pochissimi chilometri dalla provincia più occidentale dell'isola di Giava: la provincia di Banten. A nord invece confina con la provincia di Bengkulu e quella della Sumatra Meridionale. A sudoccidente la provincia viene bagnata dall'Oceano Indiano mentre a Nordoriente dal Mar di Giava occidentale.

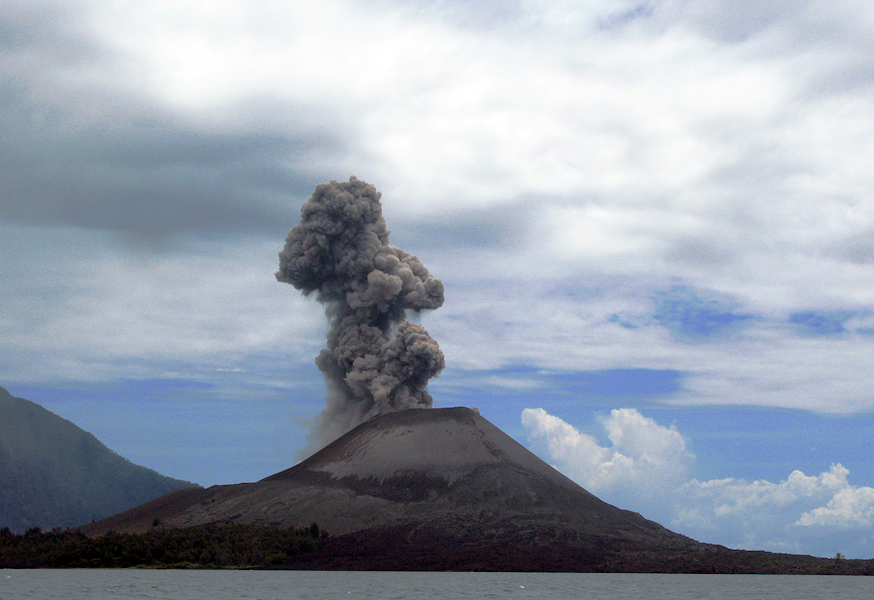
Il vulcano Krakatoa nella provincia di Lampung.

### Morfologia
Lampung è una provincia prevalentemente pianeggiante ma nel 40% del territorio provinciale sorgono montagne e vulcani (il più famoso è il Krakatoa). Queste altezze sorgono maggiormente nella parte Sudoccidentale della provincia, la parte bagnata dall'Oceano Indiano.

### Clima
Il clima è di tipo equatoriale con forti e abbondanti precipitazioni e caldo afoso ed il paesaggio è influenzato dalle Foreste Pluviali presenti nel Nordoriente del paese dove il territorio è pianeggiante. Nell'estremo Sud del Lampung, il clima spesso è tropicale ma non è possibile che nascano foreste tropicali poiché le montagne ne impediscono la crescita.

## Società

### Etnie e minoranze straniere
L'etnia più diffusa nella provincia è quella Giavanese (62%). Le altre etnie minori presenti non superano il 10% della popolazione provinciale. Alcune di esse sono: i sundanesi 9%, Peminggir 6%, Pepadun e malesi 4%, e i bantanesi 3%.

### Religione
La religione più praticata dagli abitanti del Lampung è quella Islamica 92%. Le altre religioni praticate nella provincia, non superano il 2% della popolazione ad esempio: Protestantesimo 1,8%, Cattolicesimo 1,8% e Buddhismo 1,7%.

### Lingue e dialetti
La sola e unica lingua che si parla nel Lampung è l'indonesiano che è anche la lingua ufficiale dello stato.